# Salah M'zili
Salah Mzily, né le 18 novembre 1930 à Tafraoute et mort le 11 juin 2010 à Rabat à l'âge de 79 ans, est un homme politique marocain chleuh.
Il avait été le premier Gouverneur par intérim à Agadir, lors du séisme de 1960, puis Secrétaire Général de la préfecture d'Errachidia, anciennement appelée Ksar Es Souk, puis Secrétaire Général de la région du Chaouia (Casablanca) puis Gouverneur des provinces d'El Jadida en 1967, Meknès en 1971 et Agadir en 1972.
Il fut, sous le règne de Feu Sa Majesté Le Roi Hassan II, Ministre des Travaux Publics, des Transports et de l'Energie et des Mines, dans le Gouvernement Ahmed Osman du 20 novembre 1972 au 10 novembre 1977. Il fut également Ministre de l'Agriculture et de la Réforme Agraire lors du remaniement le 25 avril 1974. Il fut longtemps parlementaire sous étiquette R.N.I. ( Rassemblement National des Indépendants ), représentant sa région natale de Tafraoute au Sud d'Agadir.